# ماتياس ثيودور فوجت

ماتياس ثيودور فوجت (بالألمانية: Matthias Theodor Vogt)‏ (و. 1959  م) هو كاتب، ومؤرخ ثقافي، وعالم موسيقى، ومؤرخ، وأستاذ جامعي ألماني، ولد في روما.

## التعليم
تعلم في City of Basel Music Academy ‏.